# Бранко Булатовић
Бранко Булатовић (Колашин, 10. децембар 1951 — 26. март 2004, Београд) био је црногорски фудбалски секретар.

## Биографија
Био је генерални секретар Фудбалског савеза Србије и Црне Горе у време његовог убиства 2004. године. Имао је двоје деце, ћерку и сина по имену Блажо који је био фудбалер.
Дипломирао је 1976. године на Правном факултету у Београду.
Био је генерални секретар подгоричког ФК Будућности од 1981. до 1987. године, када је прешао у Фудбалски савез Југославије, где је радио као правни саветник, а 1991. постао је в.д. генералног секретара 1993. године.
Дана 26. марта 2004. године, непознати нападач је пришао Булатовићу и пуцао му два пута у потиљак у холу седишта Фудбалског савеза Србије и Црне Горе. Булатовић је хитно превезен на ВМА где је пао у кому, касније је подлегао задобијеним повредама.